# もじら組
もじら組（もじらぐみ）は日本におけるMozillaのコミュニティ。

## 主な活動内容
- BBS(フォーラム)によるMozilla開発者・ユーザの交流支援
- 日本語Bugzillaの運営 - Bugzilla-jpプロジェクト

### 過去に行なっていた活動
- 導入ガイドやFAQなどMozilla関連ドキュメントの作成・配布
- W3C標準の普及活動 - Web標準普及プロジェクト
- 「Mozilla Party JP」をはじめとするイベントの開催
- オープンソースに関するイベントへ出展

## 歴史
2000年に開始されたmoz-devというメーリングリストに集ったメンバーがMozilla M13がリリースされることを祝って「Mozilla Party JP 1.0」を開催、ここに集まった人々が「もじら組」を結成したことが始まりである。
もじら組は、それまで個人の手で行われていたMozillaの日本語化や文書の翻訳を集め、Mozillaの発展に寄与した。また、日本語処理に関するパッチやそれらのパッチの検証用ビルド和ジラなどの開発も行なうなど、日本から開発元へのフィードバックを行った。
その後、moz-devは解散し、一般向けのmoz-usersや掲示板などを開設した。 バグ報告やパッチ作成などはBugzillaを通して継続されている。
Mozilla 1.0のあたりから日本語化パッチの作成を断念、1.4のころから和ジラの開発もストップするなどしたが、一方で「Web標準普及プロジェクト」などを通して積極的にウェブ標準を押し進め、Geckoエンジンでは閲覧することのできないウェブページの改善を各サイトに懇願するなど、活動は多様化していった。
日本語化や文書翻訳は2004年のMozilla Japan設立に伴い移管した。
解散などはしてはいないものの、製品の日本語という部分に関してはほぼ完成していることもあり、2025年現在、目立った活動は行われていない。

### スタッフの除名
2007年6月、もじら組の中心メンバーの1人が2006年12月に開かれたオープンソースカンファレンス Okinawa 2006の会場入口で一日中寝ているという迷惑な行動をとったこととその後の対応に問題（謝罪・釈明が無かったり、イベント出席停止処分を無視するなど）があったことから、多数決によりもじら組が提供するイベント、メーリングリスト、フォーラムへの参加禁止と除名の処分を決定した。その議論の最中、もじら組に無断で同氏からもじら組名義でイベント告知を行われたが、そのイベントは中止された。

### もじら組解散騒動
もじら組に複数存在するプロジェクトの活動が停滞し、もじら組という組織形態に限界を感じた複数のスタッフは、新たな組織が必要と考えた。解散はスタッフ・メーリングリスト(staff-ML)で2009年8月初旬にから議論され、その最中に一部のスタッフが組織を離れた。解散の動議は否決され、解散を提案したスタッフを中心にもじら組を卒業しMozilla Communities' Network in Japan(MCNJ)を設立した。しかしMCNJは実質的な活動をすることなく自然消滅となった。